# Tom Bogs
Tom Frank Bogs (født 21. november 1944 på Christianshavn, død 22. december 2023) var en dansk professionel bokser. Han boksede som professionel i årene fra 1964-1974 og opnåede en betydelig popularitet. Han var søn af Poul Bogs Larsen, der var dansk mester i kuglestød 1947-1950.

## Amatørkarriere
Tom Bogs startede i Bokseklubben Thor på Øresundsvejens skole, men skiftede efter kun fem kampe som 15-årig til bokseklubben CIK som blev hans amatørklub til 1964, hvor det blev 69 sejre i 77 amatørkampe i letmellemvægt. Han vandt det københavnske juniormesterskab i weltervægt som 16-årig i 1961 og vandt senere samme år Danmarksmesterskabet i samme vægtklasse. Året efter deltog Tom Bogs i seniorrækken ved københavnsmesterskaberne og blev mester i let-mellemvægt, hvilken titel han også vandt året efter. Samme år deltog Bogs i de nordiske mesterskaber, hvor han vandt bronze. I 1964 vandt han igen det københavnske mesterskab i let-mellemvægt og vandt sit første danmarksmesterskab i samme vægtklasse.
Efter DM-guldet blev Tom Bogs sammen med Børge Krogh udtaget til deltagelse i Sommer-OL 1964 i Tokyo. Bogs vandt sin første kamp i turneringen over Bai Sun Chen fra Taiwan, der blev stoppet i første omgang. Bogs fik mulighed for at vinde olympisk medalje, da han i kvartfinalen mødte nigerianeren Nojim Maiyegun, men kampen blev stoppet allerede efter 58 sekunder, da Bogs pådrog sig en øjenskade.
Allerede som amatør opnåede Tom Bogs en betydelig popularitet, og forventningerne til Bogs var store, da han efter OL sammen med Børge Krogh blev professionel hos Mogens Palle.

## Professionel karriere
Tom Bogs debuterede som professionel ved et stævne i KB Hallen den 5. november 1964. Modstanderen var franskmanden Daniel Brotin, der blev stoppet i 2. omgang. Bogs opnåede en lang række sejre i årene 1964-1968 og steg i perioden op ad den europæiske rangliste i mellemvægt. Bogs var voldsomt populær og trak fulde huse til Mogens Palles stævner. Han blev et feteret sportsidol med sit flotte udseende, store biler og kønne kærester/koner. Bogs var i høj grad medvirkende til, at boksesportens popularitet i de trendy 60'ere blev udbredt også til middelklassen, hvor Bogs blev symbolet på arbejderhelten, der blev stjerne.
Efter 42 sejre i lige så mange kampe fik Tom Bogs som 23-årig chancen for en EM-titelkamp i letsværvægt mod den tyske europamester Lothar Stengel. Stengel havde vundet titlen som EBU-mester i december 1967 i en kamp mod Piero del Papa, men var forinden mødet med Bogs i 1968 blevet stoppet af den stærke jugoslav Ivan Prebeg. Forventningerne til Bogs var enorme, og kampen mod Stengel den 12. september 1968 trak 12.000 tilskuere i Idrætsparken i København. Mogens Palle havde arrangeret, at Danmarks hidtidige 4 europameste Knud Larsen, Jørgen Johansen, Christian Christensen og Børge Krogh alle var til stede ved ringside. Bogs skuffede ikke de fremmødte, da han med aggressiv boksning fra start af angreb Stengel, der ikke havde styrken til at modstå danskeren. Stengel blev slået i gulvet tre gange i første omgang, inden kamplederen stoppede kampen efter 2 minutter og 35 sekunders boksning. Bogs ryddede forsiderne i landets aviser, og var populær som aldrig før. Han blev den 5. danske europamester.
Bogs forsvarede titlen den 28. januar 1969 mod den tidligere mester Piero del Papa, som han besejrede på point efter 15 omgange. Bogs opgav herefter titlen i letsværvægt og gik tilbage til sin gamle vægtklasse mellemvægt og udfordrede den argentinsk-fødte europamester Juan Carlos Duran den 11. september 1969 også i Idrætsparken. Duran var særdeles rutineret, og havde forinden kæmpet om det argentinske og italienske mesterskab, og havde blot 5 nederlag i sine foregående 62 kampe, da han mødte Bogs i sit 5. titelforsvar af europamesterskabet. Bogs vandt sin kamp nr. 49 i træk, da han besejrede Duran, og vandt sit andet europamesterskab. Han forsvarede succesfuldt titlen mod Luigi Patruno og Les McAteer, begge gange i Vejlby-Risskov Hallen i Århus, inden han den 4. juni 1970 blev matchet mod amerikaneren Emile Griffith, der i 1963 havde stoppet Christian Christensen. Griffith var tidligere verdensmester i weltervægt, let-mellemvægt og mellemvægt og i 1970 stadig et verdensklassenavn. Griffith var for stærk og for smart for Bogs, der måtte i gulvet i 6. og 10. omgang, inden Griffith kunne blive erklæret vinder på point efter 10 omgange. Kampen fandt sted i Valby Idrætspark. Nederlaget var Bogs' første.
Bogs satte herefter den 27. august 1970 sit europamesterskab på spil mod den engelske OL-guld vinder Chris Finnegan. Bogs vandt sikkert over Finnegan, og var herefter klar til en returkamp mod Duran, som han havde taget titlen fra året forinden.
Returkampen mod Duran fandt sted i Rom den 4. december 1970. Ingen dansker havde tidligere formået at vinde en EM-kamp på udebane, og Bogs blev ikke den første, der skulle bryde denne statistik. Bogs led sit andet nederlag i 57 kampe, da han tabte på point efter 15 omgange.
Bogs var fortsat et verdensnavn, og vandt i 1971 blandt andet over den amerikaneren Don Fullmer, Senere samme år tabte Bogs imidlertid til brasilianeren Juarez de Lima, der med sejre over Bennie Briscoe, Jean-Claude Bouttier og Juan Carlos Duran viste sig stærk nok til også at føje Bogs på rekordlisten. Senere i 1971 blev Bogs matchet mod jamaicaneren Bunny Sterling, der på papiret burde være en overkommelig opgave for Bogs, der fortsat lå højt på verdensranglisten. Bogs tabte imidlertid ganske overraskende til Sterling på point, og karrieren begyndte at se knap så lovende ud.
Næste kamp i karrieren var en returmatch mod Juarez de Lima den 27. januar 1972, der på mange måder var en skæbnekamp for Bogs. Med et nederlag ville Bogs’ fremtid som bokser se sort ud, hvorimod ham med en sejr ville kunne få karrieren tilbage på sporet. Bogs vandt kampen på point over 10 omgange, og beviste, at han fortsat var en bokser i verdenseliten. Han boksede yderligere et par kampe i 1972 inden han som den første dansker nogensinde fik en VM-titelkamp, da han den 19. august 1972 mødte argentineren Carlos Monzon i Idrætsparken. Monzon var allerede dengang anerkendt som en af de skrappeste mellemvægtsmestre nogensinde, og Monzon havde intet besvær med at sende Bogs i gulvet 3 gange i 5. omgang, hvorefter kampen blev stoppet.
Bogs kom igen, da han den 18. januar 1973 i KB Hallen genvandt europamesterskabet i mellemvægt i en kamp om den ledige titel mod italieneren Fabio Bettini. Bogs havde imidlertid problemer med at holde vægtkravet til mellemvægt, og gik derfor op i let-sværvægt, hvor han besejrede blandt andet Mike Quarry og Vicente Rondon. Han opgav EM-titlen i mellemvægt, og fik i stedet en EM-kamp mod den unge englænder John Conteh i en kamp på Wembley i London. Bogs havde ikke fordums styrke til at besejre Conteh, og måtte se sig stoppet i 7. omgang. Conteh blev senere verdensmester i letsværvægt (WBC-regi), og var den eneste bokser, bortset fra Monzon, der kunne stoppe Bogs.
Bogs var nu i sin karrieres efterår, men blev på trods heraf af det amerikanske boksemagasin The Ring i marts 1974 rangeret som nr. 3 på verdensranglisten i letsværvægt. Han vandt en returkamp mod Bunny Sterling, men leverede generelt svage præstationer, og pressen, der tidligere havde bakket Bogs op i alt, svælgede nu i Bogs’ problemer med karriere og privatliv. Bogs boksede sin sidste kamp den 21. november 1974 mod amerikaneren Tom Bethea, der vandt over Bogs på point.
Tom Bogs opnåede i sin professionelle boksekarriere 86 kampe, hvoraf han vandt de 77 (27 før tid, heraf 2 på diskvalifikation) og tabte de 8 (2 før tid) , mens én kamp endte uafgjort. En kamp mod Carlos Marks i 1972 endte som en ”no contest”.
Tom Bogs er optaget i Sportens Hall of Fame.

## Andet
Tom Bogs medvirkede i 1970 i Edward Flemings film Og så er der bal bagefter.
I privatlivet var Tom Bogs bl.a. murermester, direktør i arkitektfirma, fængselsbetjent og renovationsarbejder i Storkøbenhavn. Han var først gift med Jytte Bogs og senere med den fransk-baserede fotomodel og millionærarving Berit Trebbien, som han fik en datter sammen med. Fra 1982 var han været gift med Irene Bogs. Han fik seks børn og ni børnebørn.
Hans søster Maibritt Bogs vandt det danske mesterskab i diskoskast 1977.
I 1968 udkom en biografi om Bogs Med lykken som sekundant. I 2005 udkom endnu en biografi, Mesterbokseren, forfattet af Jørn Mader. I ”Mesterbokseren” oplyser Bogs, at han havde indtaget amfetamin inden to titelkampe.